# 美商存儲科技
美商存儲科技公司（Storage Technology Corporation，StorageTek或STK），直到1983年以前有時也使用 STC 的名稱，是一家發展資料儲存技術的公司。目前專注於磁帶備份設備和儲存系統管理軟體，新產品包括資料保存系統，稱之為資訊生命週期管理，或是ILM。競爭對手包括EMC和Veritas。  被昇陽電腦併購後成為其儲存事業群 Sun StorageTek，現為甲骨文公司的儲存產品品牌之一。該公司總部在美國科羅拉多州路易斯維爾市，在波多黎各有製造工廠。

## 公司歷史
美商存儲科技公司由四位前IBM的工程師傑斯·阿維達、尚·羅德里奎茲、湯馬斯·卡凡那和佐坦·赫格於1969年創立，在 1983年正式被稱為StorageTek。初期有超過十年的時間在挑戰IBM在磁帶儲存的主宰地位，擴展到印表機事業上並且與之對抗在，在1970年代，StorageTek成立它的磁碟產品部門。
因為一連串的錯誤，包括嘗試發展與IBM相容的大型主機與光碟產品失敗，幾乎耗盡公司所有的現金，於1984年公司宣佈破產保護。
1987年新的經營階層投資在自動化磁帶櫃的發展上，使用機械臂來「挑選」磁帶，並且將它們存放在一個外型像蒙古包的裝置中，StorageTek重新站立並且成為自動化磁帶櫃市場上具有主宰地位的角色。
StorageTek曾經併購了數家公司，包括1980年的Documation、1989年的Aspen Peripherals Corporation、1995年的 Network Systems Corporation和2005年的Storability。這些併購以及其他的活動，使得StorageTek得以擴展它在波多黎各龐塞和法國土魯斯的營運。
2005年6月2日，昇陽電腦宣布以41億美元，相當於每股37美元現金收購存儲科技公司，2005年8月31日收購完成。
2010年1月27日，昇陽電腦以74億美元被甲骨文公司收購，這是依據兩家公司在 2009 年八月廿日所簽訂的協議。

## StorageTek 和技術里程碑
- 1970 - 發表第一個產品，2450/2470 磁帶機
- 1971 - 3400 磁帶儲存裝置
- 1974 - 3600 磁帶機
- 1975 - 8000 超級碟碟和 8350 磁碟系統
- 1978 - 發展固態硬碟
- 1984 - 破產保護，投資發展自動化磁帶技術
- 1986 - 發展快取磁碟
- 1994 - 發展虛擬磁碟
- 1998 - Flexline 磁碟陣列
- 2001 - 虛擬儲存網路
- 2002 - BladeStore，全球第一款使用 ATA 磁碟技術的磁碟陣列
- 2003 - EchoView 資料保護裝置，一種以磁碟為基礎的裝置，可以縮小備份窗口
- 2003 - StreamLine SL8500 模組式自動化磁帶櫃

## 產品
- 磁帶櫃: StorageTek L20, L40, L80, L180, L700, L700e, L5500, L6000, SL500, SL3000, SL8500
- 磁帶機: StorageTek 磁帶格式 StorageTek tape formats 磁帶機
- 磁帶機 (OEM): Linear Tape-Open、Digital Linear Tape
- 磁碟陣列: ST9990, ST9985, ST6540, ST6140, FLX380, FLX280, FLX178, FLX240

## 外部連結
- Oracle Sun Storage Homepage